# Eslovenia en los Juegos Paralímpicos
Eslovenia en los Juegos Paralímpicos está representada por el Comité Paralímpico Esloveno, miembro del Comité Paralímpico Internacional.
Ha participado en nueve ediciones de los Juegos Paralímpicos de Verano, su primera presencia tuvo lugar en Barcelona 1992. El país ha obtenido un total de 26 medallas en las ediciones de verano: 5 de oro, 10 de plata y 11 de bronce.
En los Juegos Paralímpicos de Invierno  ha participado en seis ediciones, siendo Nagano 1998 su primera aparición en estos Juegos. El país no ha conseguido ninguna medalla en las ediciones de invierno.

## Medallero

### Por edición
| Evento              | Oro | Plata | Bronce | Total |
| ------------------- | --- | ----- | ------ | ----- |
| Barcelona 1992      | 2   | 0     | 1      | 3     |
| Atlanta 1996        | 0   | 2     | 3      | 5     |
| Sídney 2000         | 0   | 2     | 2      | 4     |
| Atenas 2004         | 1   | 2     | 1      | 4     |
| Pekín 2008          | 0   | 1     | 2      | 3     |
| Londres 2012        | 0   | 1     | 0      | 1     |
| Río de Janeiro 2016 | 1   | 1     | 0      | 2     |
| Tokio 2020          | 0   | 1     | 1      | 2     |
| París 2024          | 1   | 0     | 1      | 2     |
| TOTAL               | 5   | 10    | 11     | 26    |

| Evento              | Oro | Plata | Bronce | Total |
| ------------------- | --- | ----- | ------ | ----- |
| Nagano 1998         | 0   | 0     | 0      | 0     |
| Salt Lake City 2002 | –   | –     | –      | –     |
| Turín 2006          | 0   | 0     | 0      | 0     |
| Vancouver 2010      | 0   | 0     | 0      | 0     |
| Sochi 2014          | 0   | 0     | 0      | 0     |
| Pyeongchang 2018    | 0   | 0     | 0      | 0     |
| Pekín 2022          | 0   | 0     | 0      | 0     |
| TOTAL               | 0   | 0     | 0      | 0     |

### Por deporte
Deportes de verano
| Evento        | Oro | Plata | Bronce | Total |
| ------------- | --- | ----- | ------ | ----- |
| Atletismo     | 2   | 4     | 5      | 11    |
| Natación      | 0   | 0     | 2      | 2     |
| Tenis de mesa | 1   | 0     | 1      | 2     |
| Tiro          | 2   | 6     | 2      | 10    |
| Tiro con arco | 0   | 0     | 1      | 1     |
| TOTAL         | 5   | 10    | 11     | 26    |